# Belgrandiella styriaca
Belgrandiella styriaca is een slakkensoort uit de familie van de Hydrobiidae. De wetenschappelijke naam van de soort is voor het eerst geldig gepubliceerd in 1978 door Stojaspal.